# Zenildo Luiz Pereira da Silva
Zenildo Luiz Pereira da Silva CSsR (* 6. Juni 1968 in Linhares, Espírito Santo, Brasilien) ist ein brasilianischer Ordensgeistlicher und römisch-katholischer Bischof von Borba.

## Leben
Zenildo Luiz Pereira da Silva trat der Ordensgemeinschaft der Redemptoristen bei und legte am 27. Dezember 1997 die sogenannte ewige Profess ab. Er empfing am 11. August 2001 das Sakrament der Priesterweihe.
Am 24. Februar 2016 ernannte ihn Papst Franziskus zum Koadjutorprälat von Borba. Der emeritierte Erzbischof von Manaus, Luiz Soares Vieira, spendete ihm am 2. April desselben Jahres die Bischofsweihe. Mitkonsekratoren waren der emeritierte Prälat von Coari, Gutemberg Freire Régis CSsR, und der Prälat von Borba, Elói Róggia SAC.
Am 20. September 2017 wurde Zenildo Luiz Pereira da Silva in Nachfolge des zurückgetretenen Elói Róggia SAC Prälat von Borba.
Am 18. November 2022 hat Papst Franziskus die Territorialprälatur Borba in den Rang einer Diözese erhoben und Zenildo Luiz Pereira da Silva zum ersten Bischof ernannt.